# Natasha Bedingfield
Natasha Anne Bedingfield (født 26. november 1981) er en britisk popsangerinde og sangskriver.
I 1990'erne debuterede hun som medlem af den kristne dance/electronic gruppe The DNA Algorithm sammen med sine søskende Daniel Bedingfield og Nikola Rachelle. Gennem 1990'erne skrev hun mange rock- og gospel-sange til The Hillsong London Church, mens broderen Daniel nød succesen med sine hits "Gotta Get Thru This" og "If You're Not the One".
Natasha Bedingfield udgav sit første album Unwritten i 2004. Albummet blev et stort hit, hun solgte over 2,5 millioner plader verden over. Hun blev også nomineret til en Grammy Award for selve sangen "Unwritten". Danskere kender den også fra filmen Hjælp! Jeg er en fisk og fra X-Factor 2009, hvor vinderen Linda sang den. Bedingfields andet album, N.B. fra 2007, indeholdt sangene "I Wanna Have Your Babies", "Say It Again" og ikke mindst "Soulmate", der blev skrevet af hende selv sammen med Wayne Wikins, Andrew Frampton og Steve Kipner.
Gennem tiderne er det blevet til fem topti-singler i England, og hun har solgt over 10 millioner singler og album over hele verden.